# Erbzins
Der Erbzins, auch Erbleihe oder Erbpacht bezeichnete im Mittelalter ein gegen regelmäßige Zahlung oder Naturalabgaben verliehenes Grundstück, für dessen Nutzung neben dem jährlichen Zins auch Leistungen (Frondienste) zu erbringen waren.
Der Erbzins stellte eine Reallast dar. Er war entweder auf ein mit Eigentumsrecht übertragenes Grundstück gelegt oder gegen Überlassung von Kapital für unbegrenzte Zeit und damit unablösbar als Reallast mit einem Grundstück verbunden und wurde vom jeweiligen Besitzer bezahlt. Güter die mit einem Erbzins belastet waren, nannte man Erbzinsgüter.
Der Erbzins wurde vor allem Neusiedlern der deutschen Ostkolonisation angeboten, war aber auch in Preußen zu Zeiten Friedrich II. gebräuchlich. Das BGB kennt diese Einrichtung nicht mehr.
Bei der deutschrechtlichen Erbpacht und der römischen Emphyteuse bezeichnete der Erbzins die feste, jährliche Abgabe des Pächters an den Grundherrn (Erbzinsherr). Allerdings unterschieden sie sich stark in der Art der Verleihung und den darüber vorhandenen Verträgen und Urkunden oder dem Gewohnheitsrecht.
An den deutschen Erbpachtgütern hatte der Erbmann das volle Nutzungsrecht und die freie Veräußerungsbefugnis ohne Vorkaufsrecht des Erbherrn. Wegen unterlassener Zinszahlung hat der Letztere noch kein Recht, das Gut einzuziehen, wegen Ausfalls in der Nutzung des Ersteren kein Recht auf Erlass des Zinses. In der Regel aber durfte das Erbgut nicht ohne Einwilligung des Erbherrn verpfändet werden.
Erzbischof Adalbert I. (1109/1111–1137) löste bereits die Dienstbarkeit der Inhaber erzbischöflichen  Eigentums wie Gebäude und Äcker durch einen Erbzins ab, der in gängiger Münze zu bezahlen war. Die erhebliche Verschlechterung der silbernen Pfennigmünze war der Grund dafür, eigens zur Entrichtung einer Abgabe einen sogenannten Freipfennig aus feinem Silber auszubringen.